# Robert Balle
Robert Balle (1639 circa – dopo il 1731) è stato un politico inglese. 
Era figlio del deputato Sir Peter Balle, deputato di Tiverton.
Fu membro del Parlamento d'Inghilterra per Ashburton dal 1708 al 1710.